# 瀬古浩司
瀬古 浩司（せこ ひろし、1981年 - ）は、日本の脚本家。愛知県名古屋市出身。ガイナックスを経て、フリーランス。

## 人物
ガイナックスに入社して制作進行を務め、同社制作の『パンティ&ストッキングwithガーターベルト』第5回のBパート「ヴォミッティング・ポイント」では脚本も執筆した。その後フリーとなり、『進撃の巨人』より本格的に脚本家として活動を始める。
主にWIT STUDIOやMAPPAの作品でメインライターを務めている。

## 参加作品

### テレビアニメ
2005年
- BLACK CAT（2005年 - 2006年、制作進行）

2007年
- 天元突破グレンラガン（制作進行）

2008年
- ロザリオとバンパイア（制作進行）
- 屍姫 赫/玄（2008年 - 2009年、制作進行）

2010年
- パンティ&ストッキングwithガーターベルト（脚本・制作進行）

2013年
- 進撃の巨人（脚本）
- キルラキル（2013年 - 2014年、脚本）

2014年
- 残響のテロル（脚本）
- 牙狼-GARO- -炎の刻印-（2014年 - 2015年、脚本）

2015年
- 終わりのセラフ（シリーズ構成・全話脚本）

2016年
- 亜人（シリーズ構成・脚本）
- 甲鉄城のカバネリ（脚本）
- モブサイコ100（シリーズ構成・全話脚本）

2017年
- 進撃の巨人 Season2（脚本）
- 賭ケグルイ（脚本）
- いぬやしき（シリーズ構成・全話脚本）

2018年
- ダーリン・イン・ザ・フランキス（脚本）
- 銀河英雄伝説 Die Neue These 邂逅（脚本）
- BANANA FISH（シリーズ構成・全話脚本）
- 進撃の巨人 Season3（2018年 - 2019年、脚本）

2019年
- モブサイコ100 II（シリーズ構成・脚本）
- 賭ケグルイ××（脚本）
- ヴィンランド・サガ（シリーズ構成・脚本）

2020年
- ドロヘドロ（シリーズ構成・全話脚本）
- デカダンス（シリーズ構成・脚本）
- 呪術廻戦（シリーズ構成・脚本）
- 進撃の巨人 The Final Season（2020年 - 2023年、シリーズ構成・脚本）

2021年
- 平穏世代の韋駄天達（シリーズ構成・脚本）

2022年
- サマータイムレンダ（シリーズ構成・脚本）
- チェンソーマン（シリーズ構成・脚本）
- モブサイコ100 III（シリーズ構成）

2023年
- ゾン100〜ゾンビになるまでにしたい100のこと〜（シリーズ構成）

2024年
- WIND BREAKER（シリーズ構成・脚本）
- ダンダダン（シリーズ構成）

2025年
- ガチアクタ（シリーズ構成・脚本）

時期未定
- ニワトリ・ファイター（シリーズ構成・脚本）

### 劇場アニメ
2014年
- 劇場版 進撃の巨人（2014年 - 2015年/2部作、脚本）

2015年
- 屍者の帝国（脚本）
- 亜人（2015年 - 2016年/3部作、シリーズ構成・脚本）

2016年
- 甲鉄城のカバネリ 総集編（2016年 - 2017年/2部作、脚本）

2018年
- 劇場版 進撃の巨人 Season2 ～覚醒の咆哮～（脚本）

2020年
- 囀る鳥は羽ばたかない The clouds gather（脚本）

2021年
- 劇場版 呪術廻戦 0（脚本）

2025年
- 劇場版 チェンソーマン レゼ篇（脚本）

### OVA
2012年
- トップをねらえ！ 帰ってきたトップをねらえ！科学講座（制作進行）

2013年
- 進撃の巨人 イルゼの手帳 ある調査兵団員の手記（脚本）

2014年
- 進撃の巨人 突然の来訪者 苛まれる青春の呪い（脚本）

2018年
- モブサイコ100 REIGEN ～知られざる奇跡の霊能力者～（シリーズ構成・脚本）

2019年
- モブサイコ100 第一回 霊とか相談所慰安旅行 ～ココロ満たす癒やしの旅～（シリーズ構成・脚本）

2021年
- 囀る鳥は羽ばたかない Don't stay gold（脚本）

### Webアニメ
2015年
- 日本アニメ（ーター）見本市「コント ころしや 1989」（脚本）

2019年
- Levius -レビウス-（シリーズ構成・脚本）

2021年
- スプリガン（シリーズ構成・脚本）

2023年
- GAMERA -Rebirth-（シリーズ構成）

### 実写映画
2017年
- 亜人（脚本）

## 著書

### 単行本
- 小説 進撃の巨人 LOST GIRLS（2014年12月、講談社コミックスデラックス）- 原作：諫山創

### 漫画原作
- 進撃の巨人 LOST GIRLS（2015年 - 2016年、「別冊少年マガジン」連載）- 作画：不二涼介、原作：諫山創